# Rodrigo Bentancur
Rodrigo Bentancur Colmán (Nueva Helvecia, 25 de junho de 1997) é um futebolista uruguaio que joga como meio-campista. Atualmente joga no Tottenham.

## Carreira

### Boca Juniors
Bentancur foi formado nas categorias de base do Boca Juniors. Ele estreou no profissional Xeneize em 20 de janeiro de 2015, em um amistoso contra o Vélez Sarfield entrando nos 69 minutos do segundo tempo no lugar de Cristaldo, cuja partida terminou empatada em 2-2.Já sua estreia profissional na Copa Libertadores deu-se em 9 de abril de 2015, aos dezessete anos, entrando como substituto de Nicolás Lodeiro, aos 69 minutos no minuto 0 da partida contra o Montevideo Wanderers e Boca Juniors (3-5).No dia 12 de abril de 2015, ele fez sua estreia em um jogo da liga contra o Nueva Chicago, ele substituiu Pablo Pérez aos 77 minutos no empate em casa por 0 a 0.

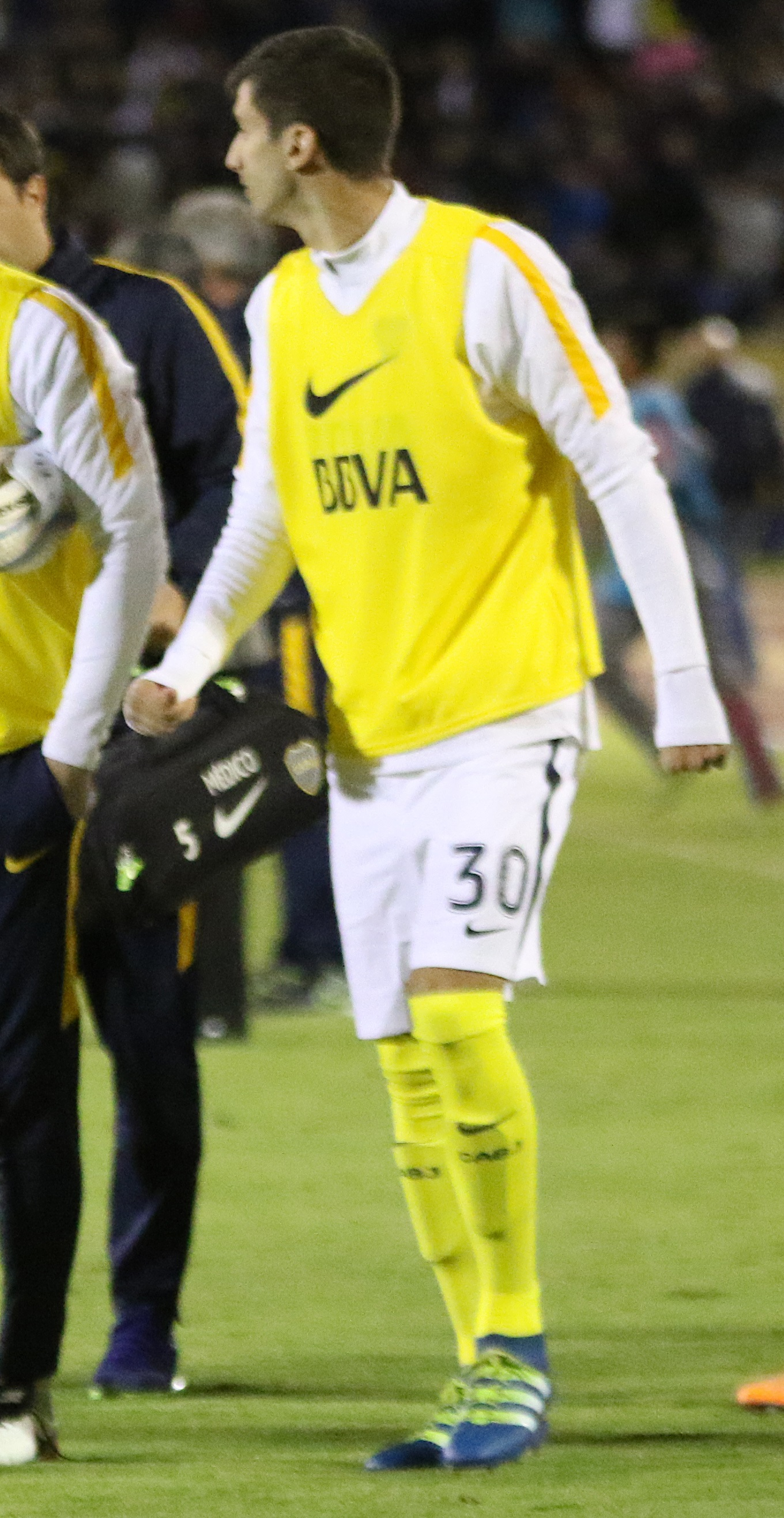
Bentancur no Boca Juniors em 2016

No final de 2015 foi eleito pelo jornal argentino Clarín como jogador revelação do ano.

### Juventus
Em 21 de abril de 2017, Bentancur assinou um contrato de 5 anos com o clube italiano Juventus e se juntou ao seu novo clube em 1º de julho, por uma taxa de transferência estimada em € 9,5 milhões.No dia 26 de agosto de 2017, estreou-se na Série A com a camisola da Juventus no jogo Genoa-Juventus (2-4), válido pela segunda jornada do campeonato, substituindo Miralem Pjanić na segunda parte.Ele marcou seu primeiro gol pela Juventus em 6 de outubro de 2018, abrindo o placar aos 33 minutos do primeiro tempo em uma vitória por 0 a 2 contra a Udinese.
Em 22 de junho de 2019, ele estendeu seu contrato com a Velha Senhora até 2024.

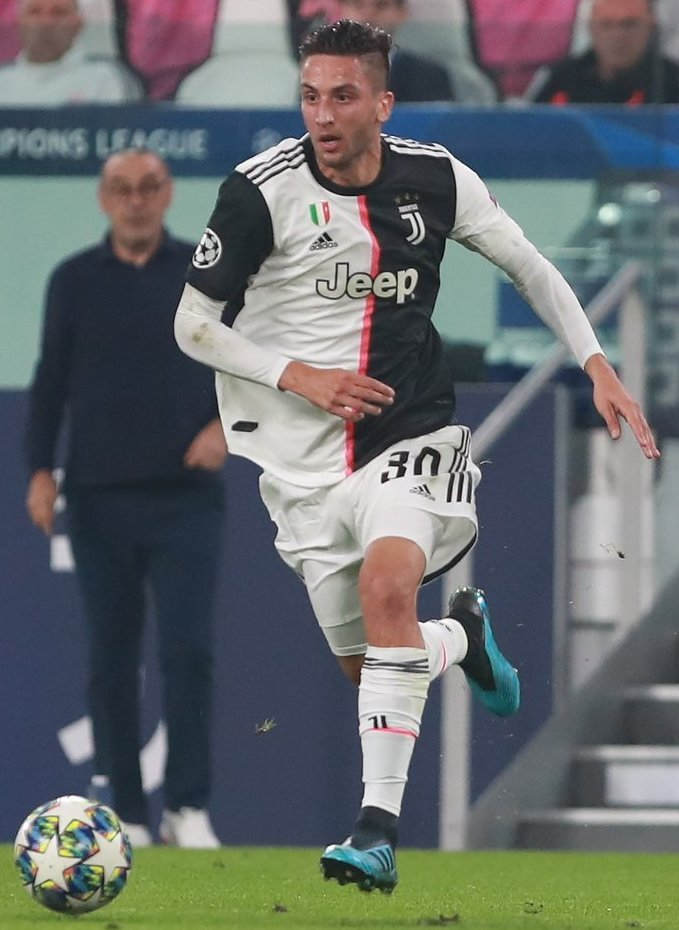
Bentancur em ação na Juventus em 2019

### Tottenham
Em 31 de janeiro de 2022, Rodrigo Bentancur foi contratado pelo Tottenham, com quem assinou um contrato de quatro anos. Ele fez sua estreia pelos Spurs alguns dias depois, em 5 de fevereiro, em uma vitória por 3-1 na Copa da Inglaterra contra o Brighton, entrando como um substituto de 77 minutos para Harry Winks. Ele fez sua estreia na Premier League quatro dias depois, em uma derrota de virada por 2-3 para o Southampton.Em 18 de setembro de 2022, Bentancur marcou seu primeiro gol pelo clube em um jogo da Premier League contra o Leicester, o terceiro gol em uma vitória por 6-2 no Tottenham Hotspur Stadium.
Em 11 de fevereiro de 2023, Bentancur sofreu uma lesão no ligamento cruzado durante uma partida contra o Leicester City, o que o afastaria da equipe pelo resto da temporada.

## Títulos
Boca Juniors
- Campeonato Argentino: 2015, 2016–17
- Copa Argentina: 2014–15

Juventus
- Campeonato Italiano: 2017–18, 2018–19, 2019–20
- Copa da Itália: 2017–18, 2020–21
- Supercopa da Itália: 2018, 2020[15]

Tottenham
- Liga Europa da UEFA: 2024–25[16]

Uruguai
- Campeonato Sul-Americano Sub-20: 2017

### Prêmios individuais
- 50 jovens promessas do futebol mundial de 2016[17]